# Editorial Melos
Melos es una editorial argentina especializada en música. Dentro de su catálogo hay partituras y obras pedagógicas de música sinfónica, lírica, de cámara, tango, jazz y blues, respecto a este último género, ha editado Armonía funcional de Claudio Gabis exmiembro de Manal.
Los comienzos de la editorial se remontan a 1924 cuando Ricordi Americana empezó su actividad en la Argentina siendo sucursal de G. Ricordi & Co. de Milán. Administra los derechos de materiales orquestales líricos y sinfónicos de Universal Edition, Casa Ricordi, Schott Musik, C. F. Peters, Éditions Salabert, Breitkopf & Härtel.
Edita las obras de Carlos Guastavino, Gerardo Gandini y Antonio Tauriello.
Las obras del compositor argentino Antonio Tauriello no han sido difundidas ampliamente por diferentes causas. El director de Melos, Ernesto Larcade junto al director de orquesta, Alejo Pérez han emprendido la tarea de rescatar las obras pérdidas de Tauriello. Pérez interpretó una pieza de Tauriello en el Teatro Colón en 2010. Además de la recuperación de obras, Melos ha estrenado los trabajos musicales de Paulo González, Luis Toro, Antonio Zimmerman, Marcelo Rodríguez, Luciano Giambastani y Diego Prego.
Tiene un convenio de edición mutua con las editoriales Berklee Press, Cherry Lane, Dover Publications, G. Henle Verlag, Hal Leonard, Music Sales y Schirmer.